# Estácio Souto Maior
Estácio Gonçalves Souto Maior (Bom Jardim, 30 de julho de 1913 – Brasília, 12 de outubro de 1974) foi um médico e político brasileiro.
Filho de Pedro Gonçalves Souto Maior e Josepha de Sousa Leal.
Médico formado em 1935 pela Faculdade de Medicina de Pernambuco, ingressou na vida politica filiando-se ao Partido Trabalhista Brasileiro. Elegeu-se deputado federal por seu estado no pleito de outubro de 1954 e reelegeu-se quatro anos depois. Após a renúncia do presidente Jânio Quadros, votou contra a Emenda Constitucional nº 4, que implantou o sistema parlamentarista de governo, sob o qual foi nomeado ministro da Saúde, de 25 de agosto de 1961 a 19 de junho de 1962, na gestão de João Goulart. Retornou depois à Câmara.
Com a imposição do bipartidarismo pelo AI-2, filiou-se à Aliança Renovadora Nacional (ARENA), partido de sustentação da ditadura militar. Em seu último mandato como deputado, atuou na Comissão de Orçamento e como relator do Ministério da Educação. Em abril de 1969, foi cassado com base no Ato Institucional Nº 5.
Pai do tricampeão mundial de Fórmula 1 Nelson Piquet.       